# Pycina zamba
Genre
Espèce
Pycina zamba est une espèce néotropicale de lépidoptères (papillons) de la famille des Nymphalidae et de la sous-famille des Nymphalinae.
Elle est l'unique représentante du genre monotypique Pycina.

## Systématique
Le genre Pycina et son espèce type Pycina zamba ont été décrits par l'entomologiste britannique Edward Doubleday en 1849.
Pycina zamba est la seule espèce du genre, et elle est divisée en deux sous-espèces :
- Pycina zamba zamba Doubleday, 1849 — présente au Venezuela (localité-type)
- Pycina zamba zelys Godman & Salvin, 1884[2] — présente du Mexique au Panama, et traitée par certains auteurs comme une espèce distincte sous le nom de Pycina zelys.

La position systématique du genre Pycina est énigmatique : certains auteurs le placent dans la tribu des Nymphalini, d'autres dans celle des Coeini.

## Répartition
Pycina zamba est présente en Amérique centrale et du Sud, notamment au Mexique, au Costa Rica, au Panama et au Venezuela.

## Biologie

### Plantes hôtes
Les chenilles se nourrissent de plantes du genre Urrera. 

### Comportement
Les imagos sont crépusculaires et volent au niveau de la canopée des forêts humides.